# Georg Rickhey
Georg Johannes Rickhey (* 25. srpna 1898 Hildesheim – 1966) byl německý inženýr a generální ředitel společnosti Mittelwerk GmbH v koncentračním táboře Mittelbau-Dora.

## Biografie
Rickhey vstoupil do NSDAP v říjnu 1931 jako člen číslo 664,050. Od roku 1940 vedl Gauamt Technik v Essenu, v roce 1942 byl povýšen a zároveň byl funkcionář v důlní společnosti.
Během druhé světové války zastával řadu pozic u Reichsministerium für Bewaffnung und Munition (ředitelství pro výzbroj a munici), před tím se stal v roce 1942 vedoucím výrobní společnosti tanků Demag.
V dubnu 1944 se stal vedoucím firmy Mittelwerk GmbH a v koncentračním táboře Dora-Mittelbau dohlížel na výrobu letounových střel V1 a raket V2. Za práci na těchto zbraních byl oceněn válečným záslužným křížem společně s Waltem Dornbergerem a Wernherem von Braunem.
V roce 1945 byl zatčen americkou armádou a převezen na Pattersonovu leteckou základnu v Ohiu, kde pracoval za podmínek Operace Paperclip. Poté byl obžalován jako součást Dachauských procesů z roku 1947 a obviněn ze spolupráce s SS a gestapem. Byl osvobozen kvůli nedostatku důkazů. Ke své práci ve Spojených státech se již nevrátil.